# Iowa Barn Dance Frolic
Das Iowa Barn Dance Frolic war eine US-amerikanische Country-Sendung, die von 1931 bis 1958 von WHO aus Des Moines, Iowa ausgestrahlt wurde.

## Geschichte

### Die frühen Jahre (1931 bis 1940)
Die Show startete im Jahre 1931 aus Davenport über die Radiostation WOC. Die ersten dreißig minütigen Shows wurden vom P.S.C. Auditorium abgehalten. Nach einem Jahr wurde die Sendung von der Schwesterstation WHO übernommen und aus dem 1300 Sitzplätze bietendem President Theater in Des Moines gesendet.  Das Frolic wurde nun auf drei Stunden verlängert. Mit 4200 Sitzplätzen stellte das Shrine Auditorium, in das man 1935 umgezogen war, einen geeigneten Austragungsort für die Show dar, wenngleich die Show immer mehr Publikum anlockte und zu einer der gefragtesten Sendungen ihrer Art im mittleren Westen wurde. Während der Sommermonate Juli und August wurde die Show abgesetzt, da es im Shrine Auditorium zu der Zeit keine Klimaanlage gab. Dies gab der Leitung zum Anlass, die Show während dieses Zeitraumes durch „Lande ziehen“ zu lassen und Konzerte in anderen Städten zu geben. Produzent und Moderator der Show war Stan Widney zusammen mit Bob Williams.
Die Bühne der Show war im Stil eines Straßenzuges gestaltet, der unter anderem durch das „Sunset Corners Opry House“ geziert wurde.
Stars der Show waren unter anderem Skeeter Bonn, Jerry & Zelda oder Slim Hayes. Hayes war bereits im weitaus berühmteren National Barn Dance aufgetreten. Weitere Mitglieder des Barn Dance Frolics waren Smilin' Sam, die Scott Sisters, Jerry Smith, Lonesome Shorty, Gran'pa Jitters, Mountain Pete und seine Mountaineers oder die Williams Brothers.

### Erfolg auch im Fernsehen (1941 bis 1958)
In den 1940er-Jahren wurde das Auditorium an den Sender KRNT verkauft und in KRNT Theater umbenannt, der Iowa Barn Dance Frolic wurde jedoch weiterhin abgehalten. Ab Mitte der 1950er-Jahre wurde die Show zusätzlich im Fernsehen auf WHO-TV übertragen. Trotzdem stellte man das Iowa Barn Dance Frolic 1958 ein, da das Format der Barn Dance Show als „veraltet“ empfunden wurde.

### Nachwirkung
1982, als WHO in ein neues Studio zog, veranstaltete man ein Reunion-Konzert zur Einweihung des neuen Gebäudes. Regelmäßige Ausgaben der Show gibt es jedoch nicht mehr.

## Gäste und Mitglieder
| - Bobbie Brace - Loren Cunningham - Dr. Curt Rogosinksi - The Williams Brothers - Three Little Girls who love to sing - Hiram Higsby - John Behan - Mary Lee - Texas Ruby - Lois Bullington - Peer Ocarino Trio - The Songfellows - Louisiana Lou - Skeeter Bonn - Dixie Boy Jordan | - The Scott Sisters - Bill Austin - The Sunset Corners Symphony - Peggy Ann Coon - Lonesome Shorty - Shari Morning & Cliff Carl - Jerry Smith - Cowboy Em and his Docey-Do Boys - Harold Hensley - Harmonica Joe - The Tune Tossers - The Frog Hollow Four - The Four Dons - Mountain Pete and his Mountaineers |